# Enzo Scifo
Vincenzo Scifo (La Louvière, Henao, 19 de febrero de 1966), más conocido como Enzo Scifo, es un exfutbolista belga. Fue uno de los mejores futbolistas belgas de todos los tiempos. Es descendiente de italianos que emigraron a Bélgica. Era mediocampista, por el sector central, y jugó en grandes equipos como el Inter de Milán, AS Mónaco y Torino.

## Biografía
Empezó a jugar al fútbol en el equipo infantil de su ciudad natal, hasta ser traspasado al RSC Anderlecht, de Bruselas en 1983. Con 17 años debuta en la primera división belga y un año después la Selección de Bélgica contó con él para los campeonatos europeos. Fue uno de los jóvenes futbolistas que más prometía, gracias a su habilidad innata y su técnica para pegarle al balón, por ello grandes clubes europeos luchaban por conseguir sus servicios.
Permaneció en el Anderlecht cuatro temporadas, marcadas por los éxitos: tres ligas, dos copas y dos supercopas. Asimismo, Scifo fue distinguido como mejor jugador del campeonato la temporada 1983/84. Luego tuvo un paso breve por el FC Girondins de Bordeaux, el Inter de Milán y el AJ Auxerre, y volvieron los éxitos en Italia, con el Torino Calcio y en Francia con el AS Mónaco.
Después de diez años, volvió al club de sus amores, el RSC Anderlecht, pero en ese mismo año firma por el Charleroi SC, donde pone punto final a su carrera por una lesión en la cadera. 
Tras colgar las botas, siguió vinculado al club, asumiendo el cargo de entrenador para la siguiente temporada. Tras dos años en el banquillo del Charleroi, dimitió el verano de 2002.
En diciembre de 2004 fichó como entrenador del AFC Tubize de la segunda división belga. Nuevamente su experiencia en el banquillo no fue exitosa y dimitió un año después, en enero de 2006, pasando a ocupar el cargo de director deportivo del club. A finales de diciembre de 2007, tras prácticamente dos años alejado de los banquillos, se pone al frente del Excelsior Mouscron de la Jupiler League.

### Selección nacional
Con su Selección participó en cuatro Copas del Mundo, México 86, Italia 90, EE. UU. 94 y Francia 98.
A México acudió con solo 20 años, siendo titular y pieza fundamental del equipo, anotando 2 goles: uno en el triunfo sobre Irak 2-1 y el otro en la gran victoria sobre la favorita Unión Soviética en octavos de final en un partido épico (4-3) fue la mejor Bélgica de los mundiales, junto a jugadores de la talla de Ceulemans, Pfaff, Claesen, Gerets, Franky van der Elst entre otros, llegando en gran campaña a Semifinales y siendo escogido "Mejor Jugador Joven" de la Copa Mundial.
Para Italia 1990 Scifo era ya la estrella belga, teniendo a su cargo ser el 10 y conductor del equipo, anotó un gol de 30 metros frente a Uruguay en la victoria (3-1) en la fase de grupos. A pesar de jugar un gran mundial, Scifo no pudo evitar que Bélgica cayera en Octavos frente a Inglaterra (0-1) en el minuto 119 del tiempo suplementario. En EE. UU. '94 y Francia '98 siguió siendo el creativo del equipo con más experiencia, pero con menos chispa. Jugó 84 partidos como internacional y anotó en 16 ocasiones. Su último partido con su selección nacional fue en el mundial de Francia, en el último partido de la fase de grupos contra Corea del Sur, el 25 de junio de 1998.

## Clubes
| Club                 | País    | Año       | Partidos | Goles |
| RSC Anderlecht       | Bélgica | 1983-1987 | 119      | 32    |
| FC Internazionale    | Italia  | 1987-1988 | 28       | 4     |
| Girondins de Burdeos | Francia | 1988-1989 | 24       | 7     |
| AJ Auxerre           | Francia | 1989-1991 | 67       | 25    |
| Torino FC            | Italia  | 1991-1993 | 62       | 16    |
| AS Mónaco            | Francia | 1993-1997 | 91       | 20    |
| RSC Anderlecht       | Bélgica | 1997-2000 | 75       | 14    |
| Royal Charleroi SC   | Bélgica | 2000-2001 | 12       | 3     |

## Palmarés
| Título               | Club           | País    | Año       |
| -------------------- | -------------- | ------- | --------- |
| Jupiler Pro League   | RSC Anderlecht | Bélgica | 1984-1985 |
| Supercopa de Bélgica | RSC Anderlecht | Bélgica | 1985      |
| Jupiler Pro League   | RSC Anderlecht | Bélgica | 1985-1986 |
| Jupiler Pro League   | RSC Anderlecht | Bélgica | 1986-1987 |
| Supercopa de Bélgica | RSC Anderlecht | Bélgica | 1987      |
| Copa de Italia       | Torino F.C.    | Italia  | 1992-1993 |
| Ligue 1              | AS Mónaco      | Francia | 1996-1997 |
| Supercopa de Francia | AS Mónaco      | Francia | 1997      |
| Jupiler Pro League   | RSC Anderlecht | Bélgica | 1999-2000 |

### Participaciones en Copas del Mundo
| Mundial                        | Sede           | Goles | Resultado        |
| ------------------------------ | -------------- | ----- | ---------------- |
| Copa Mundial de Fútbol de 1986 | México         | 2     | Semifinal        |
| Copa Mundial de Fútbol de 1990 | Italia         | 1     | Octavos de final |
| Copa Mundial de Fútbol de 1994 | Estados Unidos | 0     | Octavos de final |
| Copa Mundial de Fútbol de 1998 | Francia        | 0     | Primera fase     |

### Distinciones individuales
| Distinción                               | Año  |
| ---------------------------------------- | ---- |
| Mejor jugador joven Copa Mundial de 1986 | 1986 |

| Predecesor: Manuel Amorós | Premio al mejor jugador joven de la Copa Mundial de la FIFA 1986 | Sucesor: Robert Prosinečki |